# Andromeda (banda sueca)
Andromeda es una banda de metal progresivo formada en Suecia en 1999. La banda surgió a raíz de un proyecto de Johan Reinholdz.
Hasta la fecha, han lanzado al mercado cinco álbumes y dos DVD en vivo, Extension of the Wish (incluyendo una reedición con dos tracks inéditos), II=I (Two is One), Chimera (que fue lanzado primero en Japón y después en el resto del mundo), The Inmunity Zone y Manifest Tyranny. Además. también publicaron dos DVD en vivo, "Playing off the Board" en 2007, que salió a la venta en el mercado europeo el 10 de abril de 2007 y al mercado estadounidense el 24 del mismo mes y "Live in Vietnam" en 2016.

## Miembros
- Johan Reinholdz - guitarra.
- David Fremberg - voz.
- Martin Hedin - teclados.
- Thomas Lejon - batería.
- Fabian Gustavsson - bajo.

## Miembros anteriores
- Lawrence Mackrory - Voz
- Gert Daun - Bajo
- Jakob Tanentsapf - Bajo

## Discografía
- Extension of the Wish (2001)
- II = I, Two is One (2003)
- Extension of the Wish - Final Extension (2004)
- Chimera (Edición japonesa, 2006)
- Playing off the Board (DVD, 2007)
- The Immunity Zone (2008)
- Manifest Tyranny (2011)
- Live in Vietnam (DVD, 2016)